# Čukljenik (Leskovac)
Čukljenik (Leskovac) (em cirílico: Чукљеник) é uma vila da Sérvia localizada no município de Leskovac, pertencente ao distrito de Jablanica, na região de Jablanica. A sua população era de 566 habitantes segundo o censo de 2002.

## Demografia
| 1948 | 1953 | 1961 | 1971 | 1981 | 1991 | 2002 | 2011 |
| ---- | ---- | ---- | ---- | ---- | ---- | ---- | ---- |
| 537  | 629  | 680  | 647  | 715  | 694  | 636  | 566  |